# 宽叶大叶藻
宽叶大叶藻（学名：Zostera asiatica）为眼子菜科大叶藻属下的一个种。

## 扩展阅读
維基物種上的相關：宽叶大叶藻